# 야치쿠사촌
야치쿠사촌(일본어: 八千種村)은 일본 효고현 간자키군에 있던 촌이다. 현재의 후쿠사키정의 중심부에 해당한다.